# وانا وان
وانا وان (انگلیسی: Wanna One) یک گروه موسیقی در کشور کره جنوبی بود.
این گروه که در زمینه پاپ کره‌ای و موسیقی رقص الکترونیک فعالیت داشت در سال ۲۰۱۷ تأسیس و در تاریخ ۳۱ دسامبر ۲۰۱۸ دیسبند شده است.

## اعضا سابق
- یون جی-سونگ (کره‌ای: 윤지성) – لیدر[۱]
- ها سونگ-وون (하성운)
- هوانگ مین-هیون (황민현)
- اونگ سونگ-وو (옹성우)
- کیم جه-هوان (김재환)
- کانگ دنیل (강다니엘)
- پارک جی-هون (박지훈)
- پارک وو-جین (박우진)
- به جین-یونگ (배진영)
- لی ده-هوی (이대휘)
- لای کوان-لین (라이관린)[۲]